# Sick Boy
Para ver el álbum del mismo nombre dirigase a: Sick Boy (álbum)
«Sick Boy» —literalmente en español, «Chico enfermo»— es una canción grabada por el dúo de producción estadounidense The Chainsmokers. Fue escrito por The Chainsmokers, Tony Ann y Emily Warren, con producción manejada por The Chainsmokers y Shaun Frank. La canción fue lanzada a través de Disruptor Records y Columbia Records el 17 de enero de 2018, como el primer sencillo de radio del dúo desde «Honest».

## Video musical
El video musical que lo acompaña, dirigido por Brewer, presenta a los miembros de The Chainsmokers y Matt McGuire interpretando la canción en un escenario vacío. A lo largo del video, sus partes internas fueron expuestas por luces de escenario.

## Créditos y personal
Créditos adaptados de Tidal.
- The Chainsmokers – composición, producción, ingeniería de grabaciones
- Tony Ann – escritura de canciones, piano
- Emily Warren – escritura de canciones
- Shaun Frank – producción, ingeniería de mezcla, programación
- Chris Gehringer – ingeniería maestra

## Posicionamiento en listas
| Listas (2018)                               | Mejor posición |
| ------------------------------------------- | -------------- |
| Australia (ARIA)                            | 42             |
| Austria (Ö3 Austria Top 40)                 | 12             |
| Bélgica (Flandes) (Ultratop 50)             | 38             |
| Bélgica (Valonia) (Ultratip Bubbling Under) | 34             |
| Canadá (Canadian Hot 100)                   | 29             |
| Dinamarca \|(Tracklisten)                   | 21             |
| Finlandia (OFC)                             | 10             |
| Francia (SNEP)                              | 185            |
| Alemania (Media Control AG)                 | 23             |
| Irlanda (IRMA)                              | 33             |
| Italia (FIMI)                               | 61             |
| Países Bajos (Mega Single Top 100)          | 43             |
| Nueva Zelanda *Heatseeker* (RMNZ)           | 2              |
| Noruega (VG-lista)                          | 7              |
| Escocia (Scottish Singles Sales Chart)      | 65             |
| España (PROMUSICAE)                         | 88             |
| Suecia (Sverigetopplistan)                  | 16             |
| Suiza (Schweizer Hitparade)                 | 37             |
| Reino Unido (UK Singles Chart)              | 40             |
| Estados Unidos (Billboard Hot 100)          | 65             |

## Certificaciones
| País   | Organismo certificador | Certificación | Ventas certificadas | Ref.   |
| ------ | ---------------------- | ------------- | ------------------- | ------ |
| México | AMPROFON               | Oro           | 30 000              | [ 23 ] |

## Historial de lanzamientos
| País           | Fecha               | Formato                | Discográfica        | Ref.   |
| -------------- | ------------------- | ---------------------- | ------------------- | ------ |
| Varios         | 17 de enero de 2018 | Descarga digital       | Disruptor, Columbia | [ 2 ]  |
| Estados Unidos | 23 de enero de 2018 | Contemporary hit radio | Columbia            | [ 24 ] |